# Erato (wytwórnia płytowa)
Erato Records – francuska wytwórnia płytowa.
Erato została założona w 1953 przez Philippa Loury'ego w celu wydawania nagrań francuskiej muzyki klasycznej.  Jego pierwszym wydaną płytą było Te Deum Charpentiera (1954). Producentem większości płyt Erato był Michel Garcin. Jako dyrektor artystyczny wytwórni stworzył główny katalog nagrań, w którym błyszczały takie nazwiska dyrygentów i solistów, jak Daniel Barenboim, John Eliot Gardiner, William Christie, Les Arts Florissants, Maurice André, Marie-Claire Alain, Hélène Grimaud, Susan Graham, Scott Ross, Jakub Józef Orliński.
W 1992 wytwórnia została przejęta przez koncern Warner Bros. Records. W roku 2001 Warner ogłosił zamknięcie Erato.